# Aleksandrovskij rajon (Kraj di Stavropol')
L'Aleksandrovskij rajon, in russo Александровский район?, è un rajon del Kraj di Stavropol', nel Caucaso; il capoluogo è Aleksandrovskoe. Istituito nel 1924, ricopre una superficie di 2.014,3 chilometri quadrati.